# Gare d’Oisy-le-Verger
Gare d’Oisy-le-Verger vasútállomás Franciaországban, Oisy-le-Verger településen.

## Vasútvonalak
Az állomást az alábbi vasútvonalak érintik:
- Saint-Just-en-Chaussée-Dowaai-vasútvonal

## Kapcsolódó állomások
A vasútállomáshoz az alábbi állomások vannak a legközelebb: